# 에드워드 윌리엄스

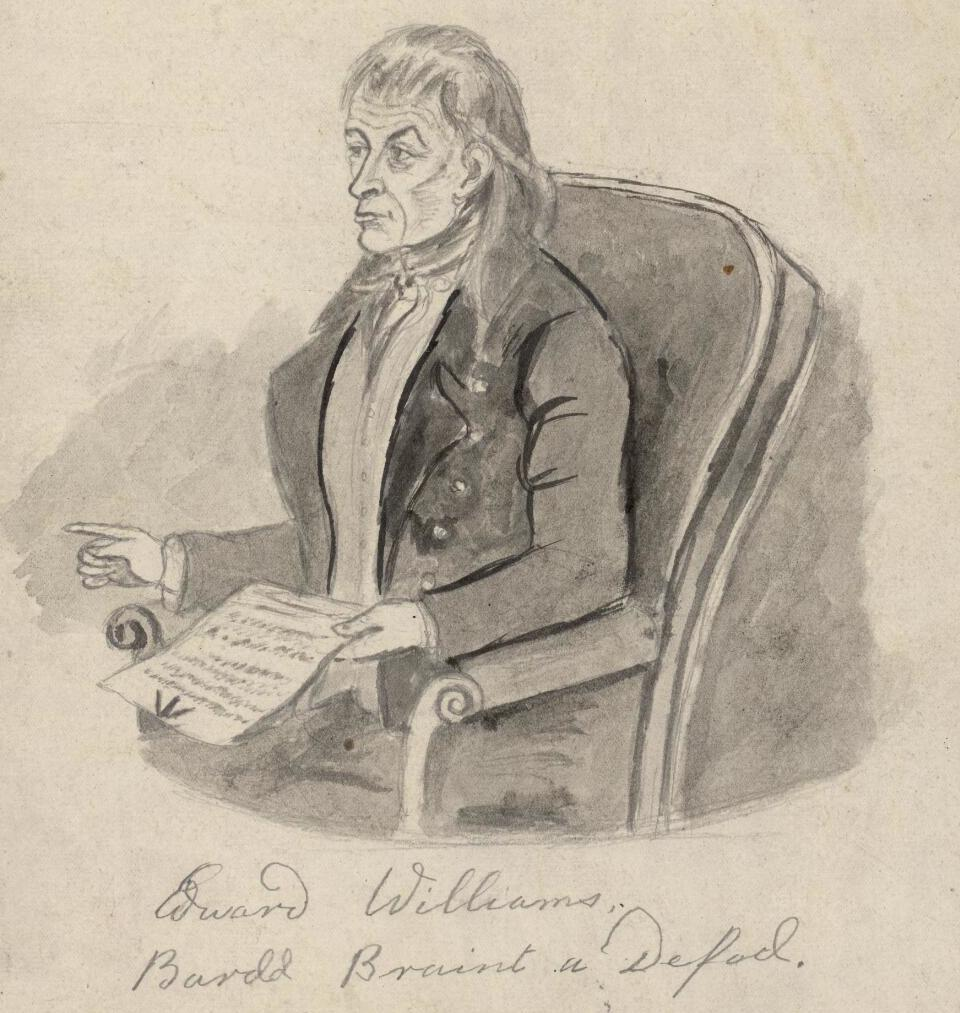
1800년경의 윌리엄스 초상화.

에드워드 윌리엄스(영어: Edward Williams: 1747년 3월 10일-1826년 12월 18일)는 웨일스의 영향력 있던 골동학자, 시인, 수집가다. 음유시인 이름으로 이올로 모르가눅(웨일스어: Iolo Morganwg)을 칭했다.
그는 중세 웨일스어 문학의 선도적 수집가였으며 생전에 그 분야의 최고 전문가로 대접받았다. 그러나 사후 그가 다수의 필사본, 특히 프러데인섬의 삼제시 제3연작을 조작했다는 것이 밝혀졌다. 그럼에도 그는 웨일스 문화에 오랫동인 지속된 영향을 미쳤으며, 그가 날조해서 퍼뜨린 자기 철학은 초기 신드루이드교의 기초를 정초했다.